# Theodor Beckmann
Theodor Beckmann (24 de setembro de 1897 - 10 de fevereiro de 1962) foi um oficial alemão que serviu durante a Segunda Guerra Mundial. Foi condecorado com a Cruz de Cavaleiro da Cruz de Ferro.

## Condecorações
| Cruz de Ferro 2ª Classe                                   |
| Cruz de Ferro 1ª Classe                                   |
| Cruz de Cavaleiro da Cruz de Ferro 23 de dezembro de 1942 |